# Spanish Town
Spanish Town is in grootte de derde stad van Jamaica.  Het is de hoofdstad van de parish Saint Catherine. De stad ligt aan de zuidzijde van het eiland, aan de voet van de bergen, aan de noordkant van een uitgestrekte kustvlakte. 
Spanish Town is in 1523 gesticht door de Spanjaarden als Villa de la Vega (stad van de vlakte). De stad stond ook wel bekend als Santiago de la Vega, naar de Spaanse beschermheilige. De laatste naam had ook de voorkeur van de Engelsen die hier vanaf 1655 de baas waren. In de volksmond was het echter al snel Spanish Town, zoals de stad nu ook officieel heet.
Tot 1872 was Spanish Town de hoofdstad van het eiland, daarna kreeg Kingston deze functie. Een erfenis uit het verleden zijn de koloniale archieven en het bevolkingsregister voor het gehele eiland die in Spanish Town zijn gevestigd. 
Sinds het einde van de 18e eeuw zijn alle Spaanse gebouwen verdwenen. Alleen het rechthoekige stratenpatroon in het centrum doet nog denken aan Spaanse koloniale steden zoals die in Latijns-Amerika te vinden zijn.
Het centrale plein van de stad wordt omringd door koloniale gebouwen in georgiaanse stijl, zoals het Parish Council Office.  Verder is de stad niet bijzonder fraai. De stad kent vele krottenwijken en wordt geplaagd door hoge werkloosheid,  veel geweld en criminaliteit.

## Geboren
- Mary Anne Barker (1831-1911), schrijfster
- Grace Jones (1948), zangeres, model en actrice
- Precious Wilson (1957), zangeres
- Bert Cameron (1959), sprinter
- Tayna Lawrence (1975), sprintster
- Asafa Powell (1982), sprinter
- Christopher Taylor (atleet) (1999), sprinter
- Koffee (2000), artiestennaam van Mikayla Victoria Simpson, reggaezanger, songwriter, rapper, deejay en gitarist [1]